# Fan Noli
Fan Noli (även Theophan Stylian Noli), född 1882, död 1965, var en albansk författare, översättare, politiker och biskop. Noli spelade en avgörande roll i skapandet av den albansk-ortodoxa kyrkan och översatte många liturgiska texter till albanska. Som ledande representant för det albanska kom han också att spela en viktig roll i strävandena för Albaniens självständighet och i politiken de första åren efter självständigheten. Han var premiärminister 1924, men tvingdes fly då Ahmet Zogu tog kontroll över landet. Biskop Noli var också en framstående författare och översättare. Han var även musiker, och i sin ungdom skådespelare.

## Biografi
Noli föddes i byn Ibrik Tepe (alb. Qyteza), söder om Edirne (Adrianopel) i Turkiet 6 januari 1882. Hans far, Stylian Noli, var kantor i den ortodoxa kyrkan. Noli flyttade till Aten år 1900 och kom 1903 med ett teatersällskap till Alexandria. Där stannade han och arbetade som grekisklärare. I Egypten kom han i kontakt med albanska nationalister och översatte bland annat Sami Frashëris Shqipëria - Ç’ka qënë, ç’është e ç’do të bëhetë? till grekiska. Han skrev även regelbundet i tidskrifter.

### Grundandet av albansk-ortodoxa kyrkan

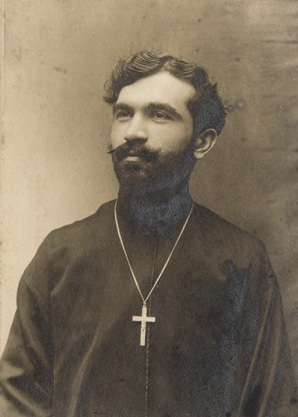
Fan Noli 1909.

I april 1906 emigrerade Noli till USA där han dock inte trivdes. I den ortodoxa kyrkan i USA ökade spänningen mellan albaner och greker. Kulmen nåddes 1907 när en grekisk präst i Hudson, Massachusetts vägrade begrava en alban med motiveringen att den avlidne var nationalist och därmed automatiskt bannlyst ur kyrkans gemenskap. Albanerna beslöt att grunda en egen ortodox kyrka. Noli kallade albaner från hela New England till ett möte i Boston där de beslutade att grunda den autokefala albansk-ortodoxa kyrkan. Noli blev dess förste religiöse ledare. 9 februari 1908 blev han diakon och 8 mars samma år prästvigdes han av den rysk-ortodoxe biskopen i New York. 22 mars hölls den första gudstjänsten på albanska, i Boston.
Noli fortsatte även med journalistiken och var 1909-1911 redaktör för den albanska tidningen Dielli (albanska: Solen) som gavs ut i Boston. I augusti 1911 gav han sig av på en resa till Europa som varade i fyra månader. Han höll gudstjänster på albanska i Kishinev, Odessa, Bukarest och Sofia. Tillsammans med Faik Konitza grundande Noli 1912 den pan-albanska organisationen Vatra (albanska: Hjärtat) som blev den ledande albanska organisationen i USA. Fan Noli var vid det här laget den erkände ledaren för albansk-ortodoxa kyrkan, samt en välkänd skriftställare.

### Politiker i det självständiga Albanien

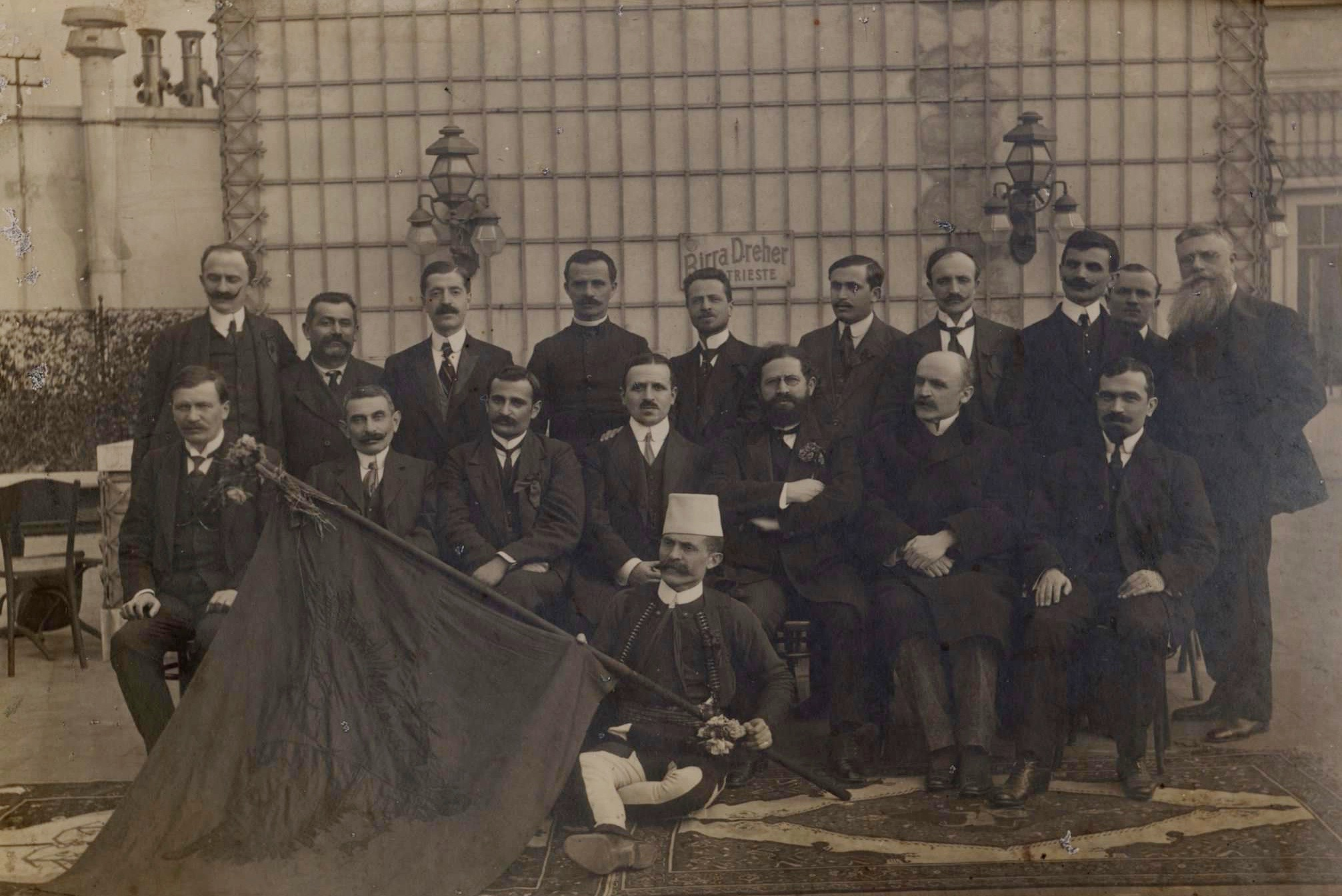
Noli sittande längst till höger i Triest konferensen.

28 november 1912, under det nyligen startade första balkankriget, utropade albanska nationalister Albaniens självständighet. Noli skyndade till Europa och deltog i den albanska konferensen i Trieste i mars 1913. I juli samma år kom han för första gången i sitt liv till Albanien. Samtidigt hade stormakterna på Londonkonferensen bestämt landets gränser och 29 juli erkänt Albanien. 10 mars 1914 höll Noli den första ortodoxa gudstjänsten på albanska i Albanien i närvaro av den av stormakterna utnämnde regenten prins Wilhelm av Wied.
Vid första världskrigets utbrott vistades Noli en tid i Wien, men återvände i maj 1915 till USA. Han blev åter chefredaktör för Dielli och ordförande i Vatra. Han grundade också 1918 den engelskspråkiga månadstidningen Adriatic Review för att sprida information om Albanien. Återigen fanns hot mot Albaniens självständighet och Vatra skickade sändebud till ententens huvudstäder för att få stöd för Albaniens sak. Noli träffade själv USA:s president Woodrow Wilson. 27 juli 1919 blev Noli biskop i den albanska ortodoxa kyrkan i Amerika.
1920 kröntes Nolis arbete med att etablera Albanien som ett oberoende land. Han var chef för den albanska delegationen till Nationernas Förbund, där Albanien 17 juli 1920 beviljades medlemskap. Albanien var därmed erkänt som en fullvärdig självständig stat. Noli ansåg själv att detta var hans främsta insats inom politiken. Han återvände därefter till Albanien och representerade Vatra i parlamentett 1921-1922, då han utnämndes till utrikesminister i Xhafer bej Ypis regering. En post han dok lämnade efter några månader.
Noli blev den 17 november 1923 invigd som biskop av Korça och metropolit av Durrës. Han var nu både den ortodoxa kyrkans ledare samt ledare för ett liberalt politiskt parti och även oppositionsledare mot den konservative Ahmet Zogu. De politiska metoderna kunde vara hårda. Zogu utsattes för ett mordförsök i parlamentet i februari 1924 och två månader senare mördades hans motståndare Avni Rustemi. På begravningen höll Noli ett flammande tal. Det var inledningen till den så kallade julirevolutionen. Zogu, som av oppositionen ansågs ligga bakom mordet, tvingades fly till Jugoslavien och liberalerna bildade regering. 17 juli 1924 blev Noli premiärminister och strax efter riksföreståndare i Albanien. I sex månader ledde han Albanien i ett svårt ekonomiskt och politiskt krisläge. Nolis program med tjugo punkter visade sig dock vara för radikalt och idealistiskt för ett agrart land utan demokratiska traditioner. Det viktigaste misslyckandet var Nolis jordreform. Nolis egna ord efteråt: "Med jordreformen fick jag jordägarna emot mig, och genom att inte lyckas genomföra den tappade jag böndernas stöd." Zogisterna störtade Nolis regering på julafton 1924 och Noli flydde till Italien.

### Exil
I Italien välkomnades Noli och hans anhängare till en början av Benito Mussolini, men efter att denne nått en överenskommelse med Zogu om italienska oljekoncessioner i Albanien var Noli inte längre välkommen. Han tillbringade några år i norra Europa, huvudsakligen i Tyskland och Österrike. 1932 fick Noli permanent uppehållstillstånd i USA och bosatte sig där för återstoden av livet. Han drog sig tillbaka från politiken och koncentreade sig på kyrkan. 1933 blev Noli allvarligt sjuk men hade inte råd med den behandling han behövde. Han fick då en gåva från Albanien vilket ledde till en viss försoning mellan Noli och Zogu.
12 april 1937 uppnådde Noli en viktig milstolpe. Patriarken av Konstantinopel erkände officiellt den albanska ortodoxa kyrkan. Kyrkan var inte tillräcklig för Noli och han studerade flera gånger vid universitetet. 1945 doktorerade han med en avhandling om Skanderbeg. Noli upprätthöll förbindelser med den kommunistiska regimen i Albanien efter andra världskriget. Något som väckte visst missnöje i albanska exilkretsar i USA. Dock inte värre än att Vatra skänkte den 71-årige Noli 20 000 dollar 1953. För pengarna köpte han ett hus i Fort Lauderdale, där han sedermera avled 13 mars 1965.

## Författarskap
Utöver sitt verk inom kyrkan och politiken hann Fan Noli också göra ett intryck i den albanska litteraturen. Främst står hans översättningar av den kyrkliga liturgin till albanska, men Noli skrev även pjäser, historieverk och dikter.
Nolis främsta bidrag till albanskan var som stilist. Tillsammans med Faik Konitza var han en av de främsta stilisterna på den toskiska dialekten. Nolis erfarenhet som talare och hans kunskap i språk som grekiska, engelska och franska gav honom förmågan att utveckla albanskans förfining och elegans. Även om Fan Noli skrev relativt få verk räknar Robert Elsie honom ändå som en av de viktigaste personerna i Albaniens litteraturhistoria tack vare Nolis roll i att lyfta albanskan till sin fulla potential som litteraturspråk.